# Guido Melis

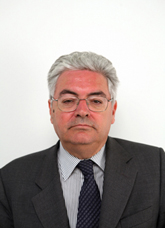
Guido Melis (2008)

Guido Melis (geboren 8. November 1949 in Sassari) ist ein italienischer Verwaltungswissenschaftler.    

## Leben
Guido Melis studierte Rechtswissenschaften.  Er lehrte ab 1986 politische Verwaltungsgeschichte an der Universität Sassari, ab 1991 in Siena und von 1996 bis 1999 an der Scuola superiore della pubblica amministrazione. Er ist Professor für Geschichte der politischen Institutionen an der Archivaren- und Bibliothekarenschule der Università degli Studi di Roma “La Sapienza”. Melis war 1988  Gastprofessor an der Universität Aix-Marseille  und 1994 an der Universidad Nacional de La Plata.
Melis verfasste eine Vielzahl von Zeitschriftenbeiträgen; im Jahr 2014 umfasste die Liste seiner Veröffentlichungen 270 Titel. Er gehört zu den Herausgebern des „Jahrbuchs für Europäische Verwaltungsgeschichte“. In Sardinien gab er die Jahrbücher „L’Unione sarda“ (1976–1993) und „La Nuova Sardegna“ (1993–2008) heraus.
Bei den Parlamentswahlen in Italien 2008 wurde er auf der Liste der Partito Democratico für Sardinien in die Camera dei deputati gewählt; er schied bei den Parlamentswahlen in Italien 2013 wieder aus.

## Auszeichnungen
- 2018: Premio Viareggio (Saggistica) für La macchina imperfetta. Immagine e realtà dello Stato fascista

## Schriften (Auswahl)
- (Hrsg.): Lo Stato negli anni Trenta. Istituzioni e regimi fascisti in Europa, Bologna, 2008
- (Hrsg.): Verwaltungseliten in Westeuropa (19./20. Jh.) = Elites administratives en Europe occidentale. Baden-Baden: Nomos-Verl.-Ges. 2005
- mit Angelo Varni: Burocrazie non burocratiche : il lavoro dei tecnici nelle amministrazioni tra Otto e Novecento. Torino: Rosenberg & Sellier, 1999
- (Hrsg.): Fascismo e pianificazione: il convegno sul piano economico 1942-43. Roma: Fondazione Ugo Spirito 1997
- La burocrazia. Bologna: Il mulino, 1998
- Storia dell'amministrazione italiana 1861-1993. Bologna: Il mulino, 1996
- mit Francesco Merloni (Hrsg.): Cronologia della pubblica amministrazione italiana (1861-1992). Bologna: Il mulino, 1995
- L'Amministrazione centrale dall'Unità alla Repubblica: le strutture e i dirigenti. Bologna: Il Mulino, 1992
- Due modelli di amministrazione tra liberalismo e fascismo: burocrazie tradizionali e nuovi apparati. Roma: Ufficio centrale per i beni archivistici, Divisione studi e pubblicazioni, 1988
- Burocrazia e socialismo nell'Italia liberale: alle origini dell'organizzazione sindacale de pubblico impiego, 1900-1922. Bologna: Il mulino, 1980